# 물리학
물리학(한국 한자: 物理學, 영어: physics)은 물질과 그것의 시공간에서의 운동, 그리고 그것과 관련된 에너지나 힘 등을 연구하는 자연과학의 한 분야이다. 가장 기초적인 과학의 한 분야로, 물리학의 목표는 우주 또는 자연이 어떤 식으로 운동하는가를 논리적으로 이해하는 것 즉, 모든 물체의 운동 원리를 규명하는 것이다. 즉, 인간이 과거 철학을 통해 자연법칙에 대해 물어왔던 근본적인 질문들이 오늘날 물리학을 통해 해결되고 있다.
2천 년 이상의 기간 동안 물리학은 화학, 생물학, 지구과학, 천문학과 함께 자연 철학의 일부였지만, 17세기 과학 혁명 이후 엄격한 과학적 방법을 사용하여 경험적 지식만을 다루게 되면서 물리학은 철학에서 분리되어 독자적인 학문으로 자리잡게 되었다.
유럽 언어에서 물리학을 뜻하는 단어는 자연을 뜻하는 고대 그리스어: φύσις 피시스[*]에서 유래하였다. 고대 그리스의 철학자 아리스토텔레스는 《자연학》(Φυσικῆς ἀκροάσεως)에서 여러 가지 운동에 대해 설명하였다. 아리스토텔레스 이후 서양 언어에서는 물체의 운동과 그에 미치는 힘 등을 연구하는 학문을 이 그리스 단어를 따서 부르게 되었다. 예를 들어, 영어: physics 피직스[*], 프랑스어: physique 피지크[*], 독일어: Physik 퓌지크[*] 등이다. 한자 문화권의 물리(物理)라는 낱말은 메이지 시대 일본에서 난학이라 부르던 네덜란드를 중심으로 한 서양 문물을 도입하는 과정에서 만들어졌다.
갈릴레오 갈릴레이 이후 물리학은 물체의 운동과 같은 물리 현상을 수리 모형(數理 模型)을 통해 설명하고자 하였다. 아이작 뉴턴은 고전 역학을 수립하였다. 조제프루이 라그랑주와 같은 학자들은 물리학에서 다루는 모든 현상에 대해 수리 모형을 수립하고자 하였다. 현대 물리학에서도 수리 모형은 예측과 가설 검증의 주요한 수단으로 사용된다. 특히 물리학이 다루는 수리 모형과 관련된 연구를 하는 학문을 수리물리학이라고 한다.
고전 역학의 성립으로 천체에서부터 사과와 같은 작은 것에 이르기까지 대부분의 물체가 나타내는 운동을 설명하고 예측할 수 있게되자, 충분한 조건만 주어진다면 우주에 있는 모든 것의 상태를 물리학을 통하여 예측할 수 있다고 생각하는 결정론적 세계관이 널리 받아들여지기도 하였다. 그러나 20세기 초, 원자·분자·소립자 등 미시세계를 다루는 양자역학이 발달하면서 자연 현상의 예측에는 본질적으로 불확실성이 있음이 알려졌다. 20세기 후반에 발전한 혼돈 이론에서는 양자역학이 다루는 미시세계에서 뿐만 아니라 날씨와 같은 거시세계에서도 예측 불가능성이 있을 수 있다는 점이 밝혀졌다. 이는 미시세계에서 나타나는 불확실성과는 다른 것으로 초기 조건을 완벽히 알 수 없다는 점에 기인한다.
현대의 물리학은 매우 다양한 세부 학문으로 나뉜다. 다루는 대상에 따라 기본입자와 같은 미립자를 실험을 통해 검증하려는 입자물리학이나, 우주와 천체에 대해 연구하는 천체물리학과 같이 구분되기도 하고, 자연 현상을 설명하는 이론 체계를 세우는 이론물리학과 실험을 통해 해당 이론을 검증하는 실험물리학으로 구분되기도 한다. 또한, 역학, 전자기학, 광학과 같이 특정한 분야별로 나뉘어 불리기도 한다. 한편, 현대 물리학은 지구과학, 생물학 등 다양한 분야의 학문들과도 학제간 연구가 활발히 이루어지고 있다. 물리학은 여러 학문에서 다루는 대상들의 기본적인 성질에 대한 지식을 제공하기 때문에 기초과학 (Elementary Science)이라고 불린다.

## 범주와 목표
물리학은 만물을 구성하는 기본적인 대상인 원자 내부의 아원자 입자(양성자, 중성자, 전자)부터 가장 크다고 여겨지는 우주 전체까지 현상의 광범위한 범주를 포괄한다. 물체의 운동 및 제반 자연현상(물과 공기의 흐름, 전류, 원자의 움직임 등)의 메커니즘을 규명하고 그러한 현상의 미래를 예측하는 것이다. 
물리학의 목적은 자연에 대한 서술이다. 그러므로 물리학자들은 우리 주변에서 일어나는 일의 원인을 알아내어 이성적으로 판단하여 그 원인과 결과를 하나의 이론으로 일반화시킨다. 이때 물리학자들은 과학적 방법론을 따른다.

## 철학

### 과학 철학
과학철학은 과학의 전제 조건 및 방법, 묵시적으로 인정하는 기초 등을 탐구한다. 즉, 이미 존재하고 있는 과학적 담론, 이론, 방법 등에 대해 반성적으로 고찰하여 〈과학이란 무엇인가?〉라는 질문에 답하는 작업이다.
과학철학은 물리학을 포함한 자연 과학이 다음과 같은 전제 위에 놓여 있다고 본다.
- 자연은 객관적으로 실재하는 것이고 사람은 이를 인지할 수 있다.
- 자연 현상은 복잡하기는 하지만 충분히 관찰하여 파악할 수 있다.
- 자연 현상이 일어나는 원인을 규명하면 같은 원리를 사용하여 아직 일어나지 않은 일을 예측할 수 있다.
- 자연 현상의 원인과 예측된 결과는 논리적으로 설명될 수 있고 검증 가능하다.
- 어떤 이론을 바탕으로 한 예측이 허용할 수 있는 오차를 넘어 빗나갔다면 그 이론은 더 이상 신뢰할 수 없다.

과학철학의 역할에 대한 견해는 학자마다 다르다. 대략 네 가지의 유형으로 나뉠 수 있는데, 밝혀진 과학 이론을 바탕으로 합리적인 세계관을 형성하는 것이라고 보는 견해가 있는 한편, 과학자들이 과학 연구에서 전제하는 가정들을 반성적으로 고찰하는 것이라는 견해도 있다. 예를 들어 과학자들은 자연 현상에 대해 복잡하기는 하지만 충분히 관찰하여 파악할 수 있는 규칙성이 있다고 전제한다. 또 다른 견해로는 과학철학이 과학에서 사용되는 개념을 명료하게 구축하는 작업이라는 것이다. 시간, 공간과 같은 용어가 무엇을 뜻하는 지를 분명히 하는 것을 예로 들 수 있다. 끝으로 과학철학이란 과학적 탐구와 그 밖의 탐구가 어떻게 다른지, 과학의 절차는 어떠하여야 하는 지, 올바른 과학적 지식은 어떤 전제를 만족하여야 하는 지 등을 탐구하는 제2준위의 표준설정학이라고 보는 견해가 있다.
이 외에도 프랑스의 과학철학자 도미니크 르쿠르는 20세기 이후의 과학철학을 논리실증주의에 입각하여 과학 자체의 논리를 검증하는 분석적 과학철학, 과학의 역사에 대하여 비판적으로 고찰하는 역사적 과학철학, 과학과 과학이 아닌 것을 구분하는 비판적 과학철학으로 과학철학의 분야를 정리한 바 있다.
과학철학은 과학 자체를 보다 합리적으로 발전시킬 뿐만 아니라, 대중이 갖는 과학의 이미지에 대하여 반성하고 보다 균형있는 과학의 대중화에도 기여한다.

### 과학적 방법
과학적 방법은 현상을 연구하고, 새로운 지식을 구축하거나, 이전의 지식들을 모아 통합할 때 사용되는 기법으로, 경험과 측정에 근거한 증거를 사용하여 현상의 원리를 밝히는 과정이다. 과학적 방법은 귀납적이며 경험적인 진리를 추구한다. 따라서 과학적 방법으로 얻어진 지식은 철학, 종교, 수학 등 다른 영역에서 다루는 진리와 뚜렷이 구별된다.
과학적 방법은 경험에 입각한 귀납적 결론을 이끌어낸다. 따라서 과학적 방법에 의한 지식은 확고부동한 것이 아니며, 언제나 반증될 가능성이 있다. 즉, 새롭게 얻어진 연구 결과에 따라 과거의 과학 지식이 수정되거나 폐기될 수 있는 것이다. 이 때문에, 아인슈타인은 "아무리 많은 실험을 하더라도 내가 옳다고 단정할 수는 없다. 단 하나의 실험으로도 내가 틀렸다는 것이 드러날 수 있기 때문이다."라고 하였다.
한편, 카를 구스타프 헴펠(1905년–1997년)이 지적한 것처럼 과학적 방법은 귀납에 의지하기 때문에, 도출된 결론은 통계적인 것이며 가설을 보강하기 위해서는 베이즈 정리에 따른 엄격한 분석이 필요하다. 루트비그 플렉(1896년–1961년)을 비롯한 과학자들은 과학자의 경험 자체가 편향된 것일 수 있으므로 보다 신중하게 접근할 필요가 있다는 점을 지적하였다.
F. N. 컬린저(F. N. Kerlinger)는 과학적 방법의 특징을 다음과 같이 정리하였다.
1. 문제의 해결은 상식적 접근보다 논리적 접근을 통해 이루어진다.
2. 이론이나 가설은 체계적이고 경험적으로 검증된다.
3. 체계적이고 표준화된 관찰이나 실험은 통제를 통하여 이루어진다.
4. 사상(事象)들의 체계나 상호관계가 객관성 있고 타당성있게 설명된다.
5. 연구자들의 문제에 대한 관심의 정도에 따라 과학적 방법의 의미가 달라질 수 있다.

과학적 방법의 과정을 간단히 차례를 두어 표현하면 다음과 같다.
|  | 1. 문제를 정의하기 2. 정보와 자료를 모으기 (관찰) 3. 관찰한 사실을 설명할 수 있는 가설 세우기 4. 실험을 통해 데이터를 모으고 가설을 시험하기 5. 데이터를 분석하기 6. 분석된 데이터를 기준으로 가설을 평가하고 새로운 가설을 세우기 7. 결과를 발표하기 8. 다시 시험하기 (종종 다른 과학자들이 발표된 가설을 검증한다.) 9. 반복된 실험으로 검증된 가설은 이론으로 인정된다. |

## 역사
인류가 도구를 사용한 이래 물리학적 지식은 생활의 여러 방면에 이용되어왔다. 선사 시대에 이미 빗면, 지레, 바퀴와 같은 단순 기계들을 이용하여 집을 짓고 물건을 운반하며 여러 가지 도구를 만들어 사용하였던 것이다. 또한, 천체를 관측하여 돌이나 고인돌에 새기기도 하였다. 문자가 발명된 이후 여러 고대 문명에서 물리학적 지식을 기록하고 후대에게 가르쳐왔다. 고대 그리스의 자연 철학은 자연에 대한 일반적인 설명을 시도하였다는 측면에서 물리학을 본격적인 학문으로 구축하였다고 볼 수 있다.
중세 시기에도 기계를 개선하고 다양한 방면에 물리학적 지식을 사용하였다. 한편, 알하이탐과 같은 12세기 무렵의 이슬람 과학자들은 자연 현상을 경험적 방법을 통해 관찰하고 기록하여 과학적 방법의 기초를 마련하였다. 르네상스 시기에 들어 서양의 여러 학자들 역시 고대 그리스 시대의 지식을 새롭게 발견하는 한편, 이슬람 과학의 영향을 받아 실험을 중요하게 여기기 시작하였다. 갈릴레오 갈릴레이는 실험과 관찰을 통해 과학적 지식을 발견하였고, 이를 수학적 모형으로 서술하여 이후 물리학 발전에 큰 영향을 주었다.
16세기 이후 과학 혁명 기간 동안 많은 사람들이 물리학의 발전에 공헌하였는데, 르네 데카르트의 직교 좌표계 도입은 큰 의미를 갖는다. 아이작 뉴턴이 완성시킨 고전 역학은 자연에 대한 이해를 새롭게 하였고, 눈으로 볼 수 있는 크기의 모든 물체의 운동에 대해 잘 들어맞는 모형을 제시하였다. 프랑스 수학자 조제프루이 라그랑주는 물리학이 다루는 모든 자연 현상에 대해 수리 모형을 수립하고자 하였으며 라그랑주 역학을 만들었다. 이어 수 많은 물리학자와 수학자들이 물리 현상을 정확히 설명하는 수리 모형을 발견해 나갔다. 소피 제르맹은 탄성에 대한 방정식을 발견하였고, 레온하르트 오일러는 달의 보다 정확한 위치를 계산하는 알고리즘을 개발하였다. 이러한 수리 모형 수립의 노력은 끊임없이 계속되어 18세기와 19세기를 거치면서 현재 고전물리학이 다루는 대부분의 자연 현상에 대한 수리 모형이 확립되었다. 한편, 과학 혁명 이후 물리학의 발전으로 다양한 자연 현상에 대한 연구와 발견이 이루어졌고 전자기학, 열역학이라는 다른 분야들이 수립된다.
20세기 초, 물리학은 새로운 패러다임의 변화를 겪게 되었다. 한 편에서는 알베르트 아인슈타인이 상대성 이론을 발표하여 고전 물리학에서 불변량으로 다루어져왔던 시간과 공간(장소)은 더 이상 불변량으로 다루어지지 않고 고전역학의 절대시간과 절대공간의 개념은 폐기되었다. 헤르만 민코프스키가 시간과 공간(장소)가 기하학적으로 통합된 민코프스키 시공간을 도입하면서 더 이상 시간과 장소가 독립적으로 여겨지지 않고 통합된 시공간의 개념으로서 다루어지게 되었다. 다른 한 편에서는 흑체복사의 연구에서부터 시작된 양자역학의 출현으로 우주를 이루는 물질의 상태에 대한 일반적 설명에 근본적인 변화가 불가피하게 되었다.
20세기 후반에 들어 물리학은 다양한 세부 분야로 세분되는 한편, 혼돈 이론, 통일장 이론, 초끈이론과 같은 새로운 이론 물리학 가설들이 생겨났다. 물리학에는 여전히 미해결 문제가 있고 이를 해결하기 위해 많은 물리학자들이 노력하고 있다.

## 핵심 이론
물리학이 넓은 범위에 걸친 다양한 주제를 다룸에도 불구하고 모든 물리학자들이 공통적으로 사용하는 핵심 이론들이 있다. 이들 이론에 대한 연구는 여전히 활발히 지속되고 있지만, 그 중에 근본적으로 잘못된 이론이 있으리라고 믿는 물리학자는 거의 없다. 물리 연구의 기본 도구 역할을 하는 이 이론들 각각은 그 적용 범위 내에서 기본적으로 옳은 것으로 믿어지고 있는데, 예를 들어 원자보다 크고 천체에 비해 매우 가벼우며 광속보다 훨씬 느리게 움직이는 일상적인 물체의 움직임은 고전역학으로 비교적 정확히 기술된다. 이러한 특성 때문에 이 이론들은 모든 물리학도들이 기본적으로 이해해야 하는 필수 과목이기도 하다.
- 고전역학 또는 고전 물리학
- 열역학 또는 통계역학
- 전자기학
- 상대성이론
- 양자역학

| 이론              | 주요 논제                                                                             | 개념 |
| ----------------- | ------------------------------------------------------------------------------------- | --- |
| 고전역학          | 뉴턴의 운동법칙, 라그랑주 역학, 해밀턴 역학, 혼돈 이론, 음향학, 유체역학, 연속체 역학 | 차원, 공간, 시간, 운동, 길이, 속도, 질량, 운동량, 힘, 에너지, 각운동량, 돌림힘, 보존 법칙, 조화 진동자, 파동, 일, 일률, |
| 전자기학          | 정전기학, 전기, 자기, 맥스웰 방정식, 광학                                             | 전하, 전류, 전기장, 자기장, 전자기장, 전자기파, 자기홀극                                                                |
| 열역학과 통계역학 | 열기관, 기체분자운동론, 상전이, 임계현상                                              | 볼츠만 상수, 엔트로피, 자유에너지, 열, 상태합, 온도                                                                     |
| 상대성이론        | 특수상대성이론, 일반상대성이론                                                        | 등가 원리, 사차원 운동량, 기준좌표계, 시공간, 빛의 속도                                                                 |
| 양자역학          | 경로 적분 형식, 슈뢰딩거 방정식, 불확정성 원리, 양자 마당 이론                        | 해밀토니언 연산자, 동일입자, 플랑크 상수, 양자 얽힘, 양자 조화 진동자, 파동함수, 영점 에너지                            |

## 고전 물리학과 현대 물리학의 차이
물리학은 우주의 법칙을 알아내기 위한 학문이지만, 물리학의 이론은 그것이 적용 가능한 범위 내에 있다. 쉽게 말해서, 고전 물리학의 법칙들은 크기가 원자보다 크고 움직임이 빛의 속도보다 훨씬 느린 계에 대해 설명한다. 이 범위를 벗어나면, 관측 결과는 고전 물리학에서 예측한 것과 일치하지 않게 된다. 알베르트 아인슈타인은 절대 공간과 시간의 개념을 시공간의 개념으로 대체하고 빛의 속도에 근접한 구성요소를 갖고 있는 계에 대한 더 정확한 설명을 가능하게 해준 특수 상대성이론을 제시했다. 막스 플랑크, 에르빈 슈뢰딩거 등을 필두로 한 양자역학은 개연론에 의거한 입자와 상호작용에 대한 개념을 제공했고, 이는 원자나 원자보다 작은 크기에 대한 정확한 설명을 가능하게 했다. 후에 양자장론은 양자역학과 특수 상대성이론을 통일했다. 일반 상대성이론은 동적이고 구부러진 시공간에 대해 서술함으로써 매우 무거운 계나, 거대한 천체에 대해 설명할 수 있게 해준다. 일반 상대성이론은 아직 다른 이론과 통일되지 않았지만, 여러 양자중력이론의 후보 이론들이 성장하고 있다.

## 연구 분야
물리학에서의 현재 진행 중인 연구 분야는 대략 응집 물질 물리학, 원자 분자 광 물리학(AMO), 입자 물리학, 천체 물리학, 지구 물리학, 생물 물리학으로 나눌 수 있다. 일부 물리학과들은 물리 교육학의 연구를 지원하기도 한다.
20세기 이래로, 물리학의 개별 연구분야는 점점 더 전문화해지면서, 현재에는 대부분의 물리학자들이 평생동안 한 분야에서만 일을 하고 있다. 여러 물리 분야에서 연구했던 알베르트 아인슈타인 (1879-1955)나 레프 란다우 (1908-1968)과 같은 사람들은 이제는 극히 드물다.

### 작은 공간(미시계)
작은 공간에 적용되는 물리 법칙을 서술하는 분야이다. 끈 이론과 양자론 등이 여기에 속한다. 아주 작은 공간이 아닌 분자수준의 공간은 화학이 서술하는 경우가 많다. 고전 물리학 시대엔 주로 빛과 화학을 연구하였으며, 원자 단위를 연구한것은 비교적 최근의 일이다.

### 큰 공간(거시계)
큰 공간에 적용되는 물리 법칙을 서술하는 분야이다. 아주 큰 범위로는 우주 전체부터 작은 범위로는 일상적으로 눈에 보이는 범위까지이다. 천체물리학과 역학 등이 여기에 속한다.

### 생물리학
물리학적 관점에서 생물학을 연구하기도 한다. 이를 생물리학이라고 부른다. 보통 어떤 한생명체를 두고 구조 역학적으로 분석하거나, 생물 내부의 물질대사를 물리적으로 연구한다. 혹은 물리학적 관점에서 생물군을 관찰하여 정리하기도 한다.

### 응집 물질
응집 물질 물리학은 물질의 거시적인 물리적 성질들을 다루는 물리 분야이다. 특히, 계의 구성 성분요소들의 수가 극히 많고 요소들간의 상호작용이 강할 때 나타나는 "응집된" 상태들에 주로 관심을 갖는 분야이다.
가장 익숙한 응집 상태의 예로는 고체와 액체를 들 수 있는데, 이들은 원자들 사이의 결합과 전자기력에 의해 생겨나는 것이다. 보다 특이하고 흥미로운 응집 상태로는 아주 낮은 온도에서 특정한 원자계에서 발견되는 초유체와 보스-아인슈타인 응축상, 특정한 물질에서 전도 전자들에 의해 나타나는 초전도상, 원자 격자에서의 스핀의 정렬에 따른 강자성과 반강자성상 등을 들 수 있다.
응집 물질 물리학은 현재의 물리 분야 중에서 가장 큰 분야를 형성한다. 역사적으로, 응집 물질 물리학은 고체 물리학에서 성장해 나왔고, 여전히 고체 물리학이 주된 세부 분야중의 하나이다. "응집 물질 물리학"이라는 용어는 필립 앤더슨이 본인의 연구 그룹의 이름을 변경하면서 1967년에 창작한 용어로 보인다.
1978년에 미국 물리학회의 고체 물리학 분과는 응집 물질 물리학 분과로 이름을 변경하였다. 응집 물질 물리학은 화학, 재료과학, 나노 기술, 그리고 공학과 관련성이 많다.

## 물리학의 분류
자연 현상에 대한 보편 법칙을 찾고자 하는 물리학은 모든 물질세계, 즉 모든 자연 현상을 연구 대상으로 하는데, 연구 대상의 크기에 따라서 세분화되어 있다. 또 어떤 이론 체계(고전역학, 양자역학 등)를 가지고 자연 현상을 설명하느냐, 즉 연구 방법에 따라서도 분류할 수 있다.

### 대상에 따른 분류
- 입자물리학: 고에너지물리학이라고도 한다.
- 핵물리학
- 원자분자물리학: 원자 및 분자 물리학이라고도 한다.
- 응집 물질 물리학: 고체물리학으로 통칭되는 경우도 있다.
- 플라스마물리학
- 광학
  - 비선형광학
  - 양자광학
- 천체물리학, 우주론
- 지구물리학, 해양물리학, 대기물리학
- 화학물리학: 화학 쪽에서는 물리화학이라고 한다.
- 생물물리학

### 연구 방법(이론 체계)에 따른 분류
- 동역학
  - 고전역학
    - 상대론적 고전역학
    - 비상대론적 고전역학

  - 양자역학
    - 상대론적 양자역학
    - 비상대론적 양자역학
- 통계역학
- 장이론
  - 고전장이론
  - 양자장이론

### 기타
물리학 연구는 일반적인 이론 체계(고전역학, 양자역학 등)를 세우는 것, 그 이론 체계를 이용하여 알려진 자연 현상을 설명하는 것, 알려지지 않은 새로운 현상에 대한 예측과 실험, 관찰을 통해 그 예측을 검증하는 것으로 이루어져 있다. 이 중 이론 체계 연구를 하는 것을 이론물리학, 실험과 관찰을 하는 것을 실험물리학이라고 한다.

## 앞으로의 방향
오늘날, 물리학의 연구는 다방면으로 발전해나가고 있다.
응집물질 물리학에서 가장 중요한 미해결 문제는 고온 초전도체이다. 스핀트로닉스와 양자 컴퓨터도 주로 실험 분야에서 노력하고 있다.
입자물리학에서 표준 모형을 넘어서는 실험적인 징후가 있다. 이중 가장 중요한 것으로 중성미자의 질량이 있다는 발견을 들 수 있다. 질량이 있는 중성미자에 의한 영향과 발견이 이론적으로나 실험적으로 활발하게 연구되고 있다. 이러한 실험 결과는 오랫동안 고민해오던 태양의 표준 모형의 태양 중성미자 문제 보관됨 2018-10-15 - 웨이백 머신의 해결로 여겨진다. 입자 가속기의 충돌 에너지 영역이 TeV까지 올라가면서 힉스 보존이 입증되었고 초대칭 입자들과 암흑물질의 발견을 기대하고 있다.
이론 물리학에서는 양자역학과 일반 상대론을 하나로 통합하는 양자 중력을 찾는 노력이 반세기 동안 끊임없이 시도되고 있지만 아직까지 괄목할 만한 성과는 없다. 지금으로서 가장 중요한 분야는 M이론을 포함한 초끈 이론과 루프 양자 중력을 들 수 있다.
많은 천체물리학과 우주론의 문제들도 충분히 이해하지 못했다. 그중 초고 에너지 우주선 문제, 바리온 비대칭과 우주 가속 문제, 은하 회전 문제 등이 있다.
고에너지 물리, 양자물리학과 천체물리학의 많은 진전이 있었지만 우리의 일상생활에서의 현상인 복잡계나 혼돈, 난류에 대해서는 이해하지 못하고 있다. 복잡계의 문제는 모래톱의 생성이나 물의 흐름, 물방울의 모양, 표면장력 또는 카타스트로피 이론 보관됨 2018-10-15 - 웨이백 머신처럼 역학을 어떻게 잘 적용하느냐의 문제처럼 보이지만 아직도 미해결 문제가 많다. 1970년대 이후로 복잡계의 문제들은 더 큰 주목을 받게 되었으며 이는 현대의 수리물리학이나 컴퓨터의 발전과도 연관이 있다. 복잡계의 물리는 다른 학문과의 상호 연계라는 측면에서도 중요한데 유체역학에서의 난류나 생물학의 패턴 형성 등이 그 예이다.

## 같이 보기

### 일반
- 물리학의 미해결 문제 목록

### 주요 분야
- 고전 역학
- 전자기학
- 열 역학
- 통계 역학
- 양자 역학
- 광학

### 물리학이 연관된 통합 학문 분야
- 음향학
- 경제물리학
- 지구물리학
- 나노기술
- 생물물리학-신경 물리학, 건강물리학(Health physics)
- 정신물리학 (Psychophysics)

### 관련된 서적
- 로드리 에번스·브라이언 클레그 저. 김소정 역. 《세상을 보는 방식을 획기적으로 바꾼 10명의 물리학자》. 푸른지식. 2016년. ISBN 9788998282837

### 관련된 학문
- 천문학
- 수학
- 화학
- 공학
- 생물학
- 전자기학

## 주해
1. ↑  Poincaré(1905, p.142)에서는 프랜시스 베이컨이 과학적 기록의 조건을 도입하였고, 외르스테드가 사고 실험의 조건을 도입하였다고 지적하고 있다. 물론, 갈릴레오는 베이컨이나 외르스테드가 이러한 조건을 정의하기 이전에 그의 저서에서 이것들을 사용하였다.
2. ↑  석기시대 초기의 도구들은 기계라기 보다는 단순한 가공물에 가깝지만 그 역시 다양한 용도에 맞추어 제작되었다. - 리처드 리키, 오영근 역, 《화석인간의 꿈》, 연세대학교출판부, 1987년, ISBN 89-7141-279-8, 182쪽